# Zone 9

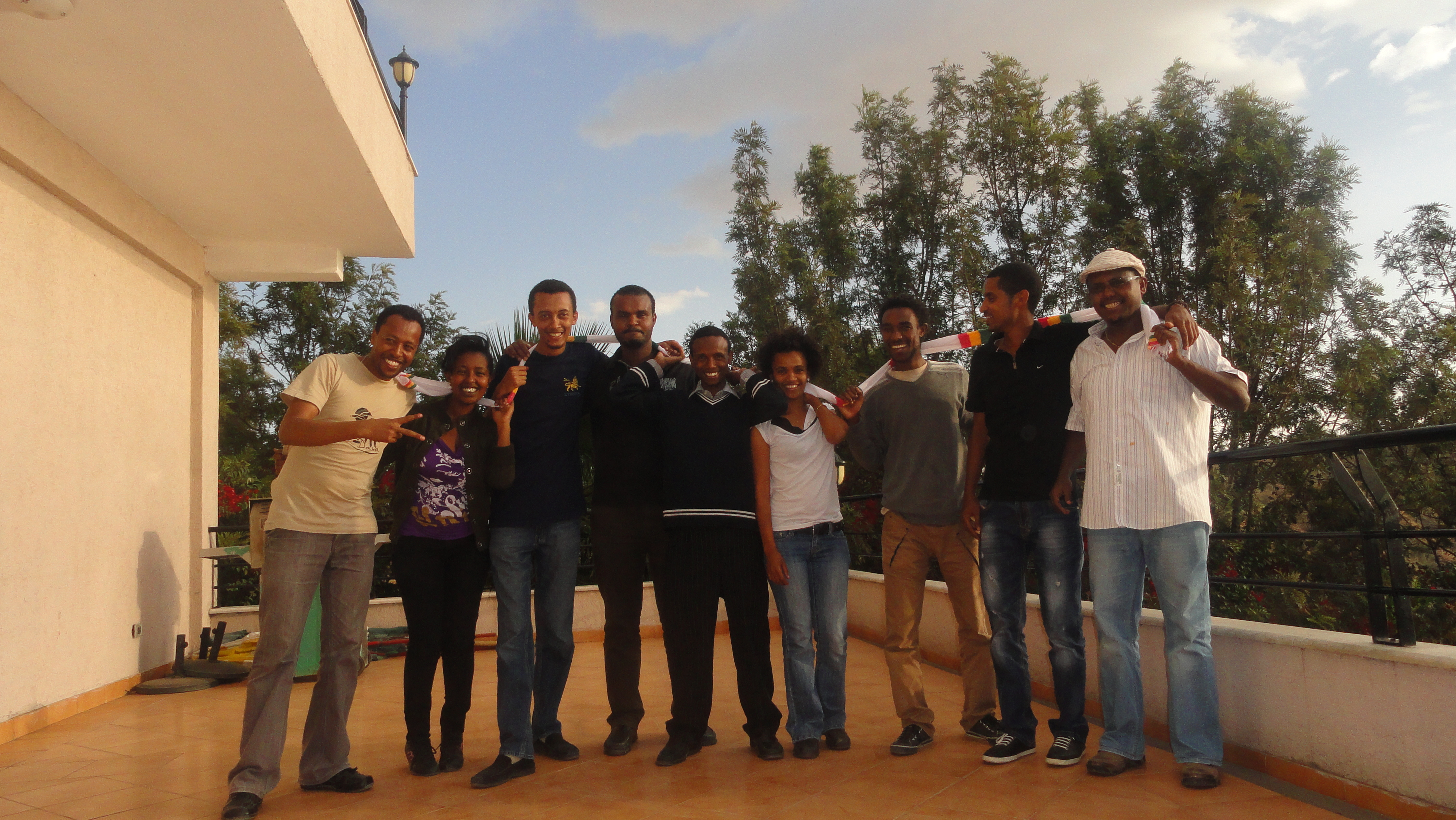
Das Zone-9-Kollektiv (Dezember 2012)

Zone 9 ist eine äthiopische Gruppe von Bloggern, die seit Mai 2012 ein regierungskritisches Blog in amharischer Sprache betreiben, das sich insbesondere mit der Situation der Menschenrechte, der Rechtssicherheit und dem sozialen Wandel vor Ort widmet.

## Hintergrund
Die äthiopische Verfassung von 1995 stellt die Meinungsfreiheit als Grundrecht unter Schutz. Dennoch sind die Medien in Äthiopien nach wie vor unter staatlicher Kontrolle. Aufgrund dessen wird auch die Kommunikation über das Internet durch die Regierung überwacht, was dadurch ermöglicht wird, dass kein anderer Internet-Provider zugelassen wird als die im stattlichen Besitz befindliche Ethio Telecom. Außerdem besteht Internetzensur in Äthiopien.

## Selbstverständnis und Entwicklung
Das Bundesgefängnis Kality in Äthiopiens Hauptstadt Addis Abeba ist in acht Zonen gegliedert. In der Zone 8 sind Journalisten, Menschenrechtsaktivisten und politisch Andersdenkende inhaftiert. Die Bezeichnung Zone 9 beschreibt nach Auffassung der Blogger den Ort, an dem alle Äthiopier leben, womit sie den äußersten Ring der Haftanstalt Kality meinen.
Am 13. Mai 2012 ist der erste Blogbeitrag veröffentlicht worden. Danach berichteten die Blogger über die aus ihrer Sicht drängendsten sozialen und ökonomischen Themen Äthiopiens, die in anderen Inlandsmedien vernachlässigt worden sind. Bereits zwei Wochen nach der ersten Veröffentlichung ist das Blog von den äthiopischen Behörden blockiert worden. Trotzdem schrieben die Autoren der Zone 9 weiter. Sechs Monate vor ihrer Verhaftung wurde das Blog angesichts deutlich zunehmender Überwachung und Schikane ihrer Autoren vorübergehend eingestellt. Am 23. April 2015 gaben die Blogger über soziale Medien die Wiederaufnahme ihrer Aktivitäten bekannt. Zwei Tage später wurden sie verhaftet.

## Verhaftung 2014
Am 25. und 26. April 2014 wurden sechs Mitglieder der Gruppe, zusammen mit drei weiteren Journalisten, durch die äthiopische Bundes- und Kriminalpolizei verhaftet und wegen „Terrorakten“ gemäß den 2009 erlassenen, sehr unscharfen Gummiparagraphen und damit nicht rechtsstaatlichen Anforderungen genügenden „Antiterrorgesetzen“ angeklagt. Vorausgegangen war eine halbjährige Pause der Blogger auf Grund der Befürchtung von Repressalien sowie der Ankündigung der Blogger, nach Ablauf dieser Zeit ihre Berichterstattung zu den Themen rund um Menschen- und Bürgerrechte sowie zur Situation von politischen Gefangenen in Äthiopien fortzuführen. Diese Verhaftungen führten zu Protesten in ganz Äthiopien und international in Presse und Online-Medien. Die Anklage erstreckte sich weiter auf den Tatbestand der „Verschwörung“, weil sie Verschlüsselungsmethoden verwendet hatten, um ihre Informanten zu schützen. Dabei wurde auch herangezogen, dass die verhafteten Blogger Unterweisungen in Datensicherheit durch das Tactical Technology Collectives erhalten hatten (Security in a Box).

## Menschenrechtsaktivitäten und Bürgermedien
Bereits wenige Stunden nach den ersten Festnahmen gab Amnesty International eine Presseerklärung heraus: „Diese Verhaftungen scheinen jetzt nichts anderes als ein erschreckendes Zusammentreiben oppositioneller und politisch unabhängiger Menschen zu sein“, sagte die für Äthiopien zuständige Sprecherin Claire Beston. Sie ergänzte: „Dies ist Teil eines lang anhaltenden Trends der Verhaftungen und Schikanen von Menschenrechtsverteidigern, Aktivisten, Journalisten und politisch Andersdenkenden in Äthiopien“.
In der auf die Festnahmen folgenden Nacht berichtete auch Horn Affairs: „Wie zu erfahren war, konnte die Polizei lediglich für zwei der Festgenommenen Haftbefehle vorweisen: Im Falle von Natnael Feleke wurde der Haftbefehl den Managern seines Arbeitgebers, der Construction and Business Bank vorgelegt, bei Zelalem Kibret dem stellvertretenden Rektor der Universität Ambo“.
Wenige Tage später verurteilte Amnesty International die Verhaftungen. Henry Maina, Amnestys Ostafrika-Direktor, bemerkte: „Diese Anklagepunkte beweisen um so mehr Äthiopiens Abdriften in die vollständige Missachtung der Menschenrechte. Die Tatsache, dass die Blogger und Journalisten an einem Sonntag dem Untersuchungsgericht vorgeführt worden sind, ohne eine anwaltliche Vertretung zu haben, zeigt die unbedingte Entschlossenheit der Regierung, ihre haltlosen Anklagen durchzusetzen.“
Auch Human Rights Watch setzte sich für die Freilassung aller neun Blogger und Journalisten ein. Leslie Lefkow, stellvertretende Afrika-Direktorin bei Human Rights Watch, sagte: „Der Zeitpunkt der Verhaftungen, wenige Tage vor dem Staatsbesuch des US-Außenministers, spricht Bände über die Missachtung des Rechts auf freie Meinungsäußerung in Äthiopien“.
Ebenso meldete sich die Electronic Frontier Foundation zu Wort: Als wären die persönlichen Einschüchterungen nicht schon genug. Forscher am Citizen Lab enthüllten Beweise, wonach Äthiopiens Regierung im Internet Überwachungssoftware eingesetzt hat, sowohl von dem in München ansässigen Unternehmen FinFisher als auch von Hacking Team aus Mailand. Diese Software ermöglicht das Ausspionieren von Oppositionellen und Journalisten. Im Februar 2014 reichte EFF eine Klage gegen die äthiopische Regierung ein, weil der Computer eines US-amerikanischen Staatsbürgers mit Wohnsitz in Washington D.C. vermutlich mit Spionagesoftware angegriffen worden ist, um seine über Skype geführten Telefonate abzuhören und seine bei Google durchgeführten Recherchen auszuspionieren.
„Die äthiopischen Behörden scheinen entschlossen zu sein, jede unabhängige Informationsquelle zum Versiegen zu bringen, seien es Printmedien oder Online-Publikationen. Insoweit ist es lokalen, regionalen und internationalen Verfechtern der Pressefreiheit nicht gelungen, die anhaltenden Schikanen zu stoppen“, sagte Barbara Trionfi, beim International Press Institute zuständig für das Thema Pressefreiheit. „In einer gemeinsamen Aktion europäischer und US-amerikanischer Geldgeber und Partner muss auf Äthiopien Druck ausgeübt werden, um diese Missstände zu beseitigen und Äthiopiens Regierungsvertreter durch politischen Druck zu veranlassen, in der eigenen Verfassung und durch internationale Verpflichtungen garantierte Grundrechte der Informations- und Meinungsfreiheit zu respektieren“, fügte sie an.
Der Verein Gefangenes Wort, eine studentische Initiative der Justus-Liebig-Universität, hat auf einen Artikel des Gießener Anzeigers vom 5. Juli 2014 hingewiesen: Jungen Freidenkern könnte Todesstrafe drohen. Die Redaktion schreibt: Die Art der Berichterstattung jenseits der staatlichen Sendeanstalten sollte als alternative Informationsquelle all jenen dienen, die sich ein freieres Äthiopien wünschen, in dem beispielsweise Homosexualität nicht mehr gesetzlich verboten ist und wo endlich in eine bessere soziale Infrastruktur investiert wird.
Die Blogger von Global Voices riefen für den 31. Juli 2014 unter dem Hashtag #FreeZone9Bloggers zu einem weltweiten Tweetathon für die Freilassung der inhaftierten äthiopischen Journalisten und Blogger auf.
Im August 2014 veranstaltete die Electronic Frontier Foundation im Rahmen ihres Wikipedia:Meetup/San Francisco 21 einen Edit-a-thon, um Wikipedia-Artikel über die Zone 9 zu bearbeiten oder anzulegen. Fast zwölf Aktivisten beteiligten sich, um einer breiteren Öffentlichkeit die Möglichkeit zu geben, sich über das Schicksal der Blogger informiert zu halten.
Die entwicklungspolitische Webseite E+Z Entwicklung und Zusammenarbeit meldete sich im Februar 2015 zu Wort: Die Regierung hat es vor allem auf konventionelle Medien abgesehen, nimmt aber zunehmend auch neue Technologien und Social Media ins Visier. In Äthiopien wächst eine neue, politisch engagierte Generation heran, die ihre Debatten im Internet führt und die Demokratisierung ihres Landes dort vorantreibt. Die Blogger von „Zone 9“ stehen für diese Generation. Sie schreiben über aktuelle Themen, die junge Äthiopier interessieren. Im April wurden sieben Mitglieder der Gruppe für ihre Beiträge unter dem Antiterrorgesetz angeklagt. Sie sitzen nun seit vielen Monaten im Gefängnis. Es heißt, sie seien gefoltert worden. Die Chancen auf ein faires Verfahren für die Zone-9-Blogger sind äußerst gering.
Amnesty International befasst sich in seinem Report 2015 ausführlich mit Äthiopien. Zum Thema Meinungsfreiheit, willkürliche Festnahmen und Inhaftierungen steht dort: In der Anklageschrift fanden sich Straftaten, wie die Verwendung von Security in a Box – eine Zusammenstellung von Open-Source-Software und Materialien zur Unterstützung von Menschenrechtsverteidigern, vor allem von jenen, die in einem repressiven Umfeld arbeiten. Sechs Mitglieder der Gruppe gaben an, gezwungen worden zu sein, ein „Geständnis“ zu unterschreiben. Drei erhoben bei Anhörungen vor dem Untersuchungsrichter Foltervorwürfe, aber das Gericht ging diesen Vorwürfen nicht nach. Das Verfahren dauerte Ende 2014 noch an.
Im Juli 2015 begrüßte Reporter ohne Grenzen die Haftentlassung von Journalisten und Bloggern und forderte, dass vier weitere unter den gleichen Terrorismus-Vorwürfen festgehaltene Blogger sofort freikommen müssen. Die Organisation weiter: Äthiopien steht auf Platz 142 von 180 Staaten auf der jährlichen Rangliste der Pressefreiheit von Reporter ohne Grenzen.

## Haftentlassungen 2015
Am 8. Juli 2015 sind drei der Inhaftierten wieder auf freien Fuß gesetzt worden, nämlich die Journalisten Tesfalem Waldyes und Asmamaw Hailegiorgis sowie der Hochschullehrer für Philosophie und Blogger Zelalem Kiberet. Die Bloggerin Mahlet Fantahun und die Journalistin Edom Kassaye wurden am 9. Juli 2015 aus ihrer Haft entlassen. Die Behörden haben alle Anklagepunkte gegen die beiden Mitglieder des Bloggerkollektivs Zone 9 und gegen die drei Journalisten fallengelassen. Die anderen vier Mitglieder von Zone 9 sind im Gefängnis geblieben. Die gegen sie erhobenen Vorwürfe wurden aufrechterhalten.

## Mitglieder
Die sechs Mitglieder der Zone 9 sowie die drei Journalisten, die ebenfalls verhaftet wurden, sind:
- Befeqadu Hailu – Schriftsteller, Journalist, Blogger
- Mahlet Fantahun – Diplommathematikerin im äthiopischen Gesundheitsministerium
- Atnaf Berahane – IT-Administrator der Stadtverwaltung von Addis Abeba, Fachmann für IT-Sicherheit und Blogger
- Natnael Feleke – Wirtschaftswissenschaftler und Mitarbeiter einer staatlichen Aufbaubank sowie Menschenrechtsaktivist
- Zelalem Kiberet – Dozent an der Ambo Universität, Jurist und Blogger
- Abel Wabela – Diplomingenieur (technischer Mitarbeiter bei Ethiopian Airlines), und Blogger
- Edom Khassay – seit 2008 freie Journalistin und Mitglied der Environmental Journalists Association (EEJA)
- Tesfalem Waldyes – freier Journalist bei Addis Standard
- Asmamaw Hailegeorgis – Journalist bei der Kritischen Publikation Addis Guday